# Roland Geggus
Roland Geggus (* 1. November 1948 in Berghausen (Pfinztal); † 20. Oktober 2011 in Wöschbach (Pfinztal)) war ein deutscher Basketballfunktionär. Von 1994 bis 2006 war er Präsident des Deutschen Basketball Bundes (DBB).

## Leben und Wirken
Geggus, eigentlich Sonderschullehrer an einer Schule für Sehbehinderte, wirkte in verschiedenen Kommissionen beim Weltverband Fédération Internationale de Basketball (FIBA) sowie dem Kontinentalverband FIBA Europa und gehörte auch zwischenzeitlich dem Bundesvorstand Breitensport im Deutschen Sportbund an. Nach Abschluss seiner Tätigkeit als DBB-Präsident wurde Geggus 2006 zum Ehrenpräsidenten des Deutschen Basketball Bundes ernannt und erhielt neben dem Ehrenring des DBB auch das Bundesverdienstkreuz am Bande.
Geggus war bereits 1972 zum Jugendwart des Basketballverbands Baden-Württemberg ernannt worden und übte in diesem Regionalverband verschiedene Funktionen aus. In der Basketball-Bundesliga-Spielzeit 1976/77 war er Assistent von Trainer Hans Leciejewski beim damaligen deutschen Rekordmeister der Herren, dem USC Heidelberg, und übernahm beim Double-Gewinner das Amt des hauptamtlichen Trainers in der folgenden Spielzeit. Der Titel als Pokalsieger konnte 1978 verteidigt werden, in der Meisterschaft belegte man knapp hinter dem neuen Meister MTV 1846 Gießen den zweiten Platz. In den folgenden beiden Spielzeiten konnten personelle Abgänge nicht mehr kompensiert werden und am Ende der Spielzeit 1979/80 stieg der Verein erstmals aus der Bundesliga ab. Geggus stellte daraufhin sein Amt als Trainer zur Verfügung.
Als Funktionär wurde Geggus 1988 als Vizepräsident für Freizeit- und Breitensport des Regionalverbandes in die gleiche Funktion beim Bundesverband DBB gewählt. Sechs Jahre später wurde er 1994 als Nachfolger von Manfred Ströher zum Präsidenten des Deutschen Basketball Bundes gewählt. In seiner Amtszeit unterstützte er neben dem Breitensport Initiativen zu alternativen Spielformen wie Streetball und Beachbasketball. 1998 setzte er sich für die Ausrichtung der Basketball-Weltmeisterschaft der Damen in Deutschland ein. Auch die Rollstuhlbasketballer schätzten die Arbeit des Sonderschullehrers Geggus als Präsident und machten den DBB-Ehrenpräsidenten zum Botschafter der Rollstuhlbasketball-Europameisterschaft 2007 in Wetzlar. Als wegweisende Entscheidung wird die Unterzeichnung des Grundlagenvertrages 1999 angesehen, mit dem sich die Basketball-Bundesliga selbständig machte und zusammen mit dem Verband eine Spielbetriebs-GmbH gründete. 2011 starb Roland Geggus plötzlich und unerwartet in Wöschbach in seiner Heimatgemeinde Pfinztal.
Die jährliche Auszeichnung des besten Neulings in der Jugend-Basketball-Bundesliga trägt seinen Namen (Roland-Geggus-Award). Der Preis wird seit 2010 verliehen.